# 聖十字橋
聖十字橋（波蘭語：most Świętokrzyski）是波蘭首都華沙市內的一座橫跨維斯瓦河的大橋。聖十字橋全長479米，是一座斜拉橋。橋塔高90米。聖十字橋修建耗時兩年，於2000年10月6日開始通車投入使用。